# Воштане
Воштане су насељено место у саставу града Триља, Сплитско-далматинска жупанија, Република Хрватска.

## Историја
До територијалне реорганизације у Хрватској налазиле су се у саставу старе општине Сињ.

## Становништво
На попису становништва 2011. године, Воштане су имале 42 становника.
| Број становника по пописима | Број становника по пописима | Број становника по пописима | Број становника по пописима | Број становника по пописима | Број становника по пописима | Број становника по пописима | Број становника по пописима | Број становника по пописима | Број становника по пописима | Број становника по пописима | Број становника по пописима | Број становника по пописима | Број становника по пописима | Број становника по пописима | Број становника по пописима |
| --------------------------- | --------------------------- | --------------------------- | --------------------------- | --------------------------- | --------------------------- | --------------------------- | --------------------------- | --------------------------- | --------------------------- | --------------------------- | --------------------------- | --------------------------- | --------------------------- | --------------------------- | --------------------------- |
| 1857                        | 1869                        | 1880                        | 1890                        | 1900                        | 1910                        | 1921                        | 1931                        | 1948                        | 1953                        | 1961                        | 1971                        | 1981                        | 1991                        | 2001                        | 2011                        |
| 434                         | 702                         | 516                         | 662                         | 568                         | 599                         | 826                         | 826                         | 330                         | 415                         | 476                         | 465                         | 418                         | 313                         | 157                         | 42                          |

Напомена: У 1857, 1869, 1921. и 1931. садржи податке за насеље Љут, а у 1869. садржи податке за насеље Роже. Од 1880. до 1900. такође садржи и део података за насеље Љут.

### Попис1991.
На попису становништва 1991. године, насељено место Воштане је имало 313 становника, следећег националног састава:
| Попис 1991.‍ | Попис 1991.‍ | Попис 1991.‍ | Попис 1991.‍ | Попис 1991.‍ |
| ----------- | ----------- | ----------- | ----------- | ----------- |
|             |             |             |             |             |
| Хрвати      | Хрвати      |             | 309         | 98,72%      |
| непознато   | непознато   |             | 4           | 1,27%       |
| укупно: 313 |             |             |             |             |